# تل میرزاده
تل میرزاده مربوط به دوران‌های تاریخی پس از اسلام است و در شهرستان شوشتر، روستای عله واقع شده و این اثر در تاریخ ۵ آذر ۱۳۸۰ با شمارهٔ ثبت ۴۲۹۸ به‌عنوان یکی از آثار ملی ایران به ثبت رسیده است.